# Illa fantasma

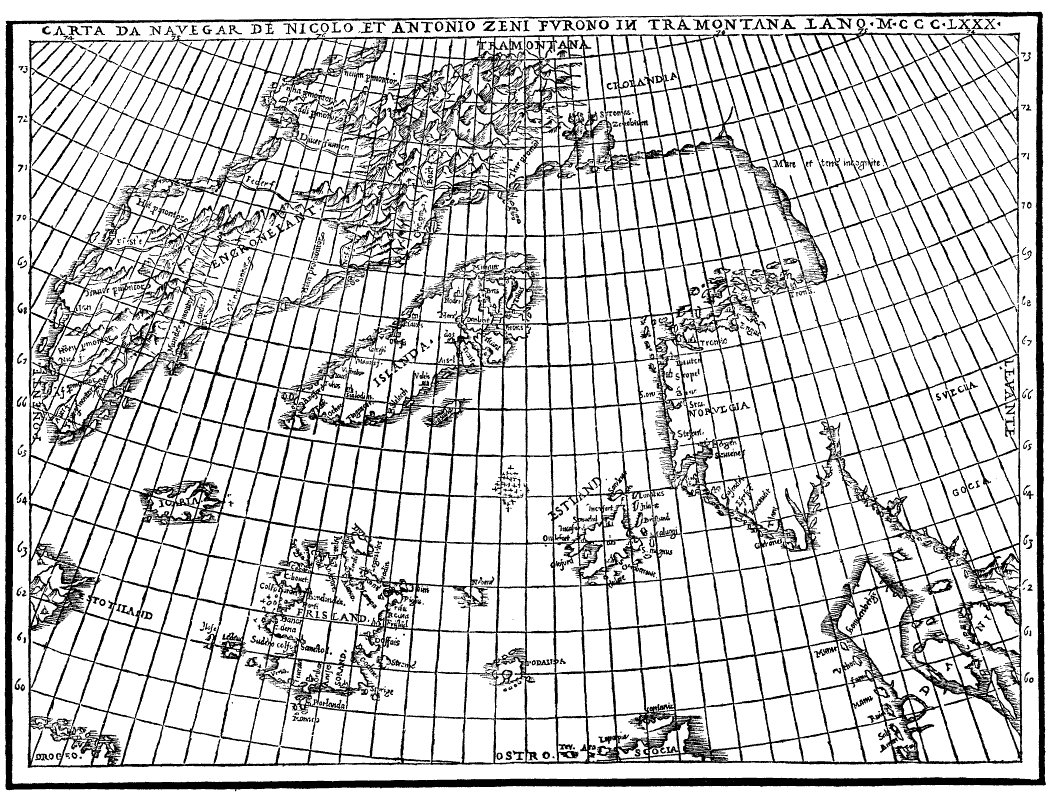
L'Illa de Frislàndia a la carta de Zeno.

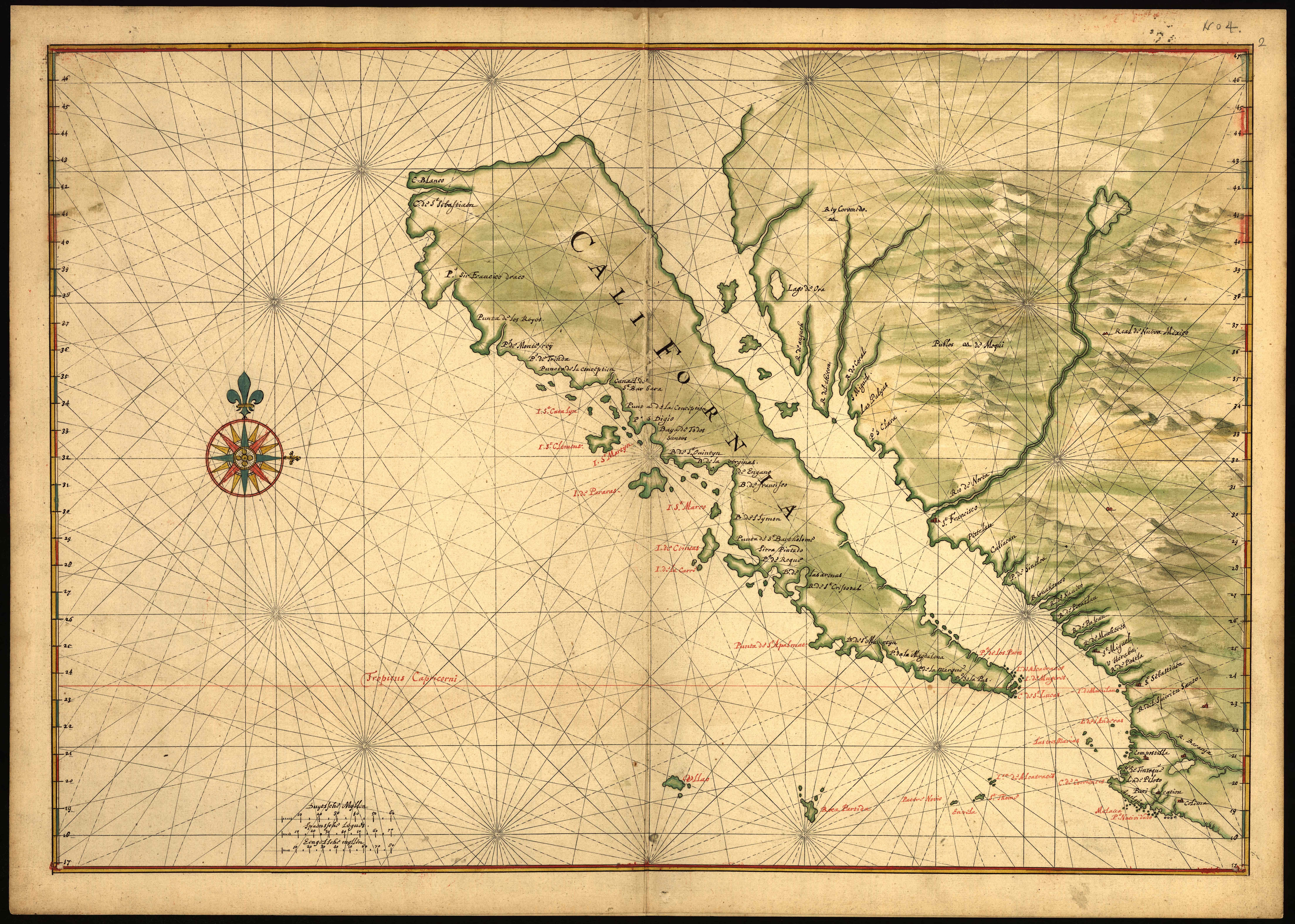
L'Illa de Califòrnia.

Una illa fantasma és una illa que apareix a la cartografia històrica per un període més o menys llarg fins que finalment se n'assumeix o confirma la inexistència. Es distingeix de les illes fictícies perquè aquestes van sorgir com a part de mites, llegendes o obres literàries o cinematogràfiques.
Algunes illes fantasma van aparèixer en els mapes a conseqüència de la ubicació errònia d'illes reals. Per exemple la península de la Baixa Califòrnia i la de Corea apareixen en alguns mapes antics com a illes encara que més tard es va descobrir que estaven connectades al subcontinent nord-americà, la primera, i la segona al d'Àsia per una extensa franja de terra. Igualment, la península de Yucatán va ser considerada una illa quan durant les primeres exploracions dels espanyols es va assolir la Llacuna de Termes, però, posteriors viatges van concloure que es tractava d'una península unida geogràficament al que actualment és l'Amèrica Central. L'illa de Tule va ser potser descoberta al segle iv aC i oblidada més tard. Després de ser redescoberta molt de temps després va ser identificada per antics exploradors i geògrafs de manera alterna com les illes Shetland, Islàndia o fins i tot Escandinàvia. Altres marins també van reportar-ne la inexistència.
Algunes illes fantasmes haurien pogut existir en la forma de bancs de sorra, cons volcànics, deposicions de lava o altres estructures inestables que han aparegut i desaparegut successives vegades al llarg de la història. Fins i tot algunes poden haver estat suposades per l'observació d'il·lusions òptiques (per exemple miratges). Altres illes fantasma són probablement creacions mítiques com la de Sant Brandan, l'Antillia o l'illa de Brasil, etc.
No s'ha de confondre amb el concepte d'illa perduda, que assenyala a territoris insulars on l'existència passada és almenys probable, però que mai han estat plasmats en la cartografia per haver desaparegut de forma catastròfica (a causa de terratrèmols, tsunamis, augment del nivell del mar, etc.) en temps prehistòrics. Fins i tot en temps històrics bastant recents es poden documentar illes d'existència breu com en el cas de l'illa Ferdinandea. D'altra banda, algunes petites illes i illots han estat categoritzats com a «illes fantasmes» fins al seu redescobriment fidedigne, aquests han estat els casos de les Aurora i la Rockall. Un altre cas que podria il·lustrar la diferència entre una illa perduda i una illa fantasma és el de l'Illa Bermeja que hauria estat territori de Mèxic en el golf homònim, sobre la qual encara es debat sobre la seva existència recent.

## Illes fantasmes del Pacífic Sud
Algunes cartes de navegació de l'Armada de Xile produïdes pel seu Servei Hidrogràfic i Oceanogràfic (SHOA) han descrit una sèrie de roques, esculls i illots al Pacífic Sud, ubicats davant de les costes de Xile i que han estat reportats per navegants al llarg de més d'un segle. Com les exploracions en la seva recerca els han tornat a trobar els punts són mantinguts a les cartes com alertes de perill per a la navegació. L'emergència (potser temporal) d'aquestes roques i esculls seria producte de la freqüent activitat sísmica a la regió. Aquests esculls i roques no apareixen descrits en la cartografia ni en la legislació xilena actual ni formen part efectiva del seu territori, tot i trobar-se incloses en algunes cartes de navegació de l'armada.
El més conegut d'aquests suposats esculls és l'illa Podestá, que hauria estat descoberta per un mariner italià l'any 1879 i que estaria localitzada a 1.390 km de distància de Valparaíso a les coordenades 32° 14′ S, 89° 08′ O / 32.233°S,89.133°O, però de la qual no se n'han conegut més albiraments, per la qual cosa es manté categoritzada com a illa fantasma i va ser eliminada de les cartes nord-americanes el 1935. El fet és que les batimetries satel·litàries no mostren cap accident particular en el fons marí d'aquesta àrea, on el llit se situa a uns 3.500 metres de profunditat, aproximadament.
El banc Pactolus o Burnham, va ser suposadament descobert a les coordenades 56° 40′ S, 74° 20′ O / 56.667°S,74.333°O el 6 de novembre de 1885 per W.D. Burnham, capità del vaixell nord-americà Pactolus. Ha estat assenyalat com una de les illes que possiblement va descobrir Francis Drake el 1578, anomenada Elisabethides. Durant l'operació de recerca antàrtica Deep Freeze I el 1956, el vaixell USS Wyandot va sondejar la posició indicada del Banc Pactolus sense trobar-lo.
Altres roques i esculls serien:
1. Escull Sefton (1908) reportat a les coordenades 36° 54′ S, 86° 25′ O / 36.900°S,86.417°O, a unes 240 milles i 214° de l'iIlla Alexander Selkirk. Es va descriure com que estava format per dues porcions de roques negres de manera que semblava ser un canal profund en el medi.[4] Les batimetries satel·litàries del fons marí de la suposada ubicació, realitzades per Agència Nacional d'Intel·ligència-Geoespacial (NGA) dels Estats Units i la Marina dels EUA, no mostren cap relleu o accident topogràfic en particular, sinó un llit principalment pla a una profunditat de 3.987 m, aproximadament.
2. Roca Minnehaha (1879) reportada a les coordenades 25° 50′ S, 106° 20′ O / 25.833°S,106.333°O, a unes 60 milles al nord-oest de l'illa Sala y Gómez. Reportada pel capità Beckwith de la nau Victoria.[4] Les batimetries satel·litàries del fons marí de la suposada ubicació, dutes a terme per Agència Nacional d'Intel·ligència-Geoespacial dels Estats Units, no mostren cap relleu o accident topogràfic en particular, en una àrea situada al costat dels esperons del nord del cordó submarí de Sala y Gómez, on el llit se situa a una profunditat de 3.320 m aproximadament.[9]
3. Roca marcada P.D. (1869) reportada a les coordenades 25° 40′ S, 85° 00′ O / 25.667°S,85.000°O. Reportada pel Great Pacific. El 1904 el vaixell Sumbawa va passar per la posició sense observar res[4] Les batimetries satel·litàries del fons marí de la suposada ubicació, realitzades per Agència Nacional d'Intel·ligència-Geoespacial dels Estats Units, no mostren cap relleu o accident topogràfic en particular, sinó un llit principalment pla, situat al costat sud del cordó submarí de Sala i Gómez (pendent suau) a una profunditat de 3.188 m, aproximadament.[10]
4. Roca Meily (1869) reportada a les coordenades 25° 38′ S, 87° 25′ O / 25.633°S,87.417°O. Reportada pel Meily, va ser descrita amb les mesures de 15 peus d'altura i 120 peus de longitud. El 1873 el Merchant Marine Magazine indica que ha estat vista de nou per dos vaixells aquell mateix any. La seva extensió va ser assenyalada per ells com d'una milla de llarg i 20 peus sobre l'aigua en la seva part més alta. Es va descriure com una pedra volcànica sorrenca.[4] La corbeta xilena O'Higgins la va buscar infructuosament. Un altre intent de recerca va ser fet el 1903, sense trobar-la.[11] Les batimetries satel·litàries del fons marí de la suposada ubicació, no mostren cap relleu o accident topogràfic en particular. La seva suposada ubicació és propera a la muntanya submarina Zasosov, les coordenades del qual són: 25° 30′ S, 87° 15′ O / 25.500°S,87.250°O, una de les principals prominències del cordó submarí de Sala y Gómez. El cim del Zasasov se situa a la cota dels 100 m sota el nivell del mar.[12]
5. Roca Yosemite (1903) reportada a les coordenades 32° 05′ S, 83° 16′ O / 32.083°S,83.267°O. Va ser reportada per la barca xilena Yosemite a unes 180 milles al nord-oest de l'Illa Alexander Selkirk. Va ser descrita com una roca blanca amb puntes agudes en el seu costat sud-oriental, de 10 a 15 peus d'alt. Va ser buscada pel govern de Xilè el 1904 i el 1909, sense resultat positiu.[4] Informes de premsa del 1975 assenyalen que el mercant xilè Allipén l'hauria albirat el 9 de maig d'aquell any, assenyalant la posició a les coordenades 31° 58′ S, 85° 40′ O / 31.967°S,85.667°O.[13] Altres informes indiquen també les coordenades 43° 13′ S, 97° 43′ O / 43.217°S,97.717°O.

Al Pacífic Nord, l'illa Sarah Ann, al nord-oest de l'illa de Pasqua, va ser eliminada de les cartes nord-americanes el 1932 després de no ser trobada per una expedició que pretenia trobar-la per observar des d'aquella ubicació l'eclipsi total de Sol del 8 de juny de 1937, per al qual estaria en la posició més favorable.